# ダン・ルオン・モー
ダン・ルオン・モー（ベトナム語: Đặng Lương Mô、1936年 - 2025年5月6日）は、ベトナム・ハイフォン出身、日本で長く活動していた電子工学者（半導体工学）。マイクロチップと半導体分野が専門で、元法政大学教授。日本名は檀 良（だん りょう）。

## 経歴
1936年ハイフォン市生まれ、高校卒業後は家族と共にサイゴン（現・ホーチミン市）に移住した。21歳の時に奨学金を得て、渡日し東京大学で電子工学を学び、1962年東京大学工学部電子工学科を卒業し、その後工学博士号を取得した。1971年にサイゴンに戻り、サイゴン科学大学（現・ベトナム国家大学ホーチミン市校自然科学大学）と電学短期大学（現・ベトナム国家大学ホーチミン市校工科大学電気電子学部）で教わったが、1976年以降はまた日本に戻り、東芝のR&Dセンターで研究活動を行った。1983年に法政大学工学部電気工学科・電子情報学科の教授となり、2002年まで務めた。退職後はベトナムに戻り、ベトナム国家大学ホーチミン市校工科大学で研究指導を行ったほか、ベトナム国家大学ホーチミン市校に半導体設計センターICDRECを設立し顧問に就任し、ベトナム初のマイクロプロセッサSigmak 3を開発した。
2025年5月6日、長い闘病生活の末、ホーチミン市の第175軍病院で亡くなった。89歳没。

## 著書
- 曽根悟、檀良共著『電気回路の基礎』（新版）朝倉書店、2014年9月、ISBN 978-4-254-22055-1。[3]